# Waterval

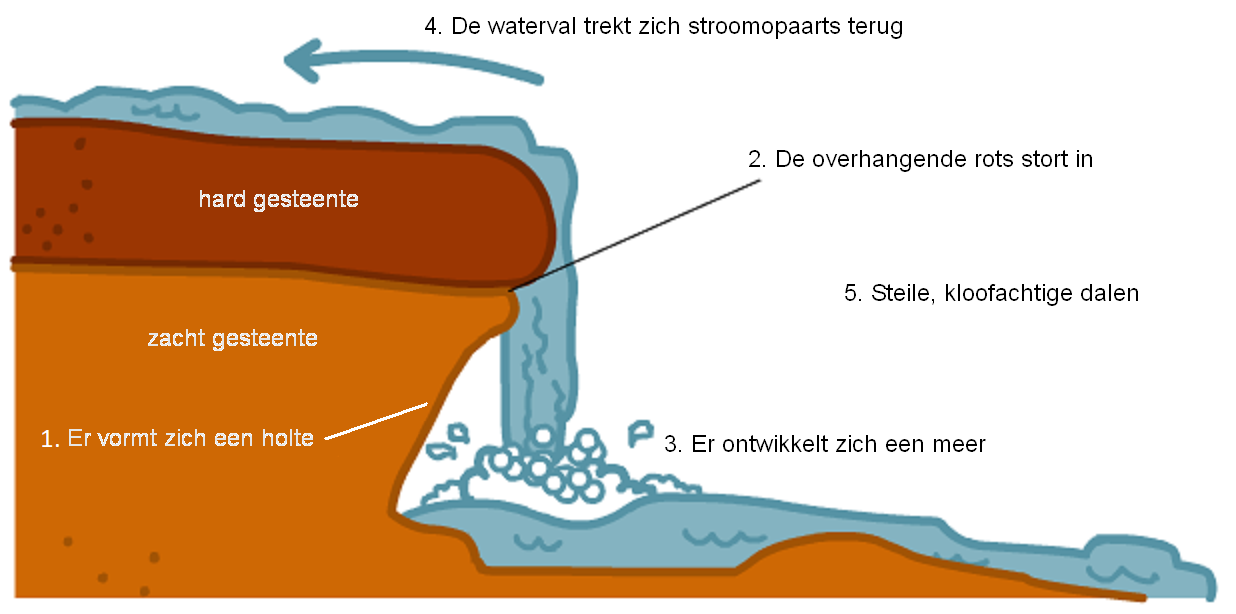
Schema van de geleidelijke verplaatsing van een waterval

Een waterval is een punt in een rivier of beek waar water over een verticale daling of een reeks steile dalingen stroomt. Het betreft een geologische formatie die ontstaat doordat water stroomt over een gesteentelaag die harder, en daardoor erosiebestendiger, is dan een daaronder liggende laag. Als de bovenlaag door het water wordt doorbroken ontstaat een plotseling hoogteverschil.

## Ontstaan
De meeste watervallen zijn het resultaat van het uitslijpen van een rivierbedding gedurende vele jaren. Meestal is de ondergrond een behoorlijk harde steensoort met daaronder een zachtere. Het over de rand stortende water zal de zachtere onderlaag onder de harde laag wegslijpen. De harde bovenlaag zal veel langzamer afbreken. Hierdoor blijft steeds een scherpe rand bestaan die zich echter langzaam stroomopwaarts verplaatst.
Sommige watervallen ontstaan in bergachtige omgevingen met snelle erosie en stroombeddingen die aan snelle veranderingen onderhevig zijn. In deze gevallen is een waterval niet het gevolg van het langzaam uitschuren van een bedding door het water maar van een betrekkelijk snel geologisch proces als het verschuiven van platen in de ondergrond of van vulkanische activiteit.
De meeste rivieren worden vlak voor een waterval breder en ondieper en onderaan ontstaat meestal een plunge pool door de kinetische energie van het vallende water.

## Classificatie
Voor de indeling van watervallen bestaat het International Waterfall Classification System (IWC). Deze classificatie is van Richard Beisel die in 2002 met de indeling kwam. Het gemiddelde watervolume dat de waterval passeert, is hierbij de belangrijkste factor. Hoe groter het volume des te hoger de klasse. De klasse-indeling gaat van 1 tot en met 10 en de afronding gebeurt naar het eerst hele hogere getal. Bij het IWC krijgt een waterval met een score van 4,35 een klasse 5 aanduiding.

## Hinder voor scheepvaart
Watervallen zijn hinderpalen voor het scheepvaartverkeer. Daarom worden vaak kanalen aangelegd om de waterval te omzeilen. Een voorbeeld hiervan is het Wellandkanaal dat in 1829 werd aangelegd om het voor schepen mogelijk te maken de Niagarawatervallen te passeren en zo de Amerikaanse meren te bereiken.

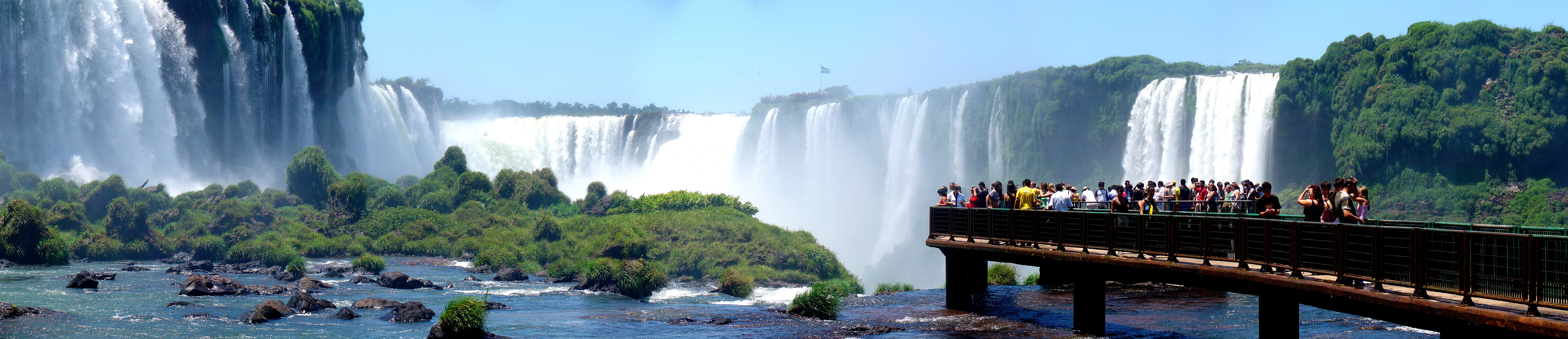
Watervallen van de Iguaçu (Argentinië)

## Bekende watervallen
Enkele bekende watervallen zijn:

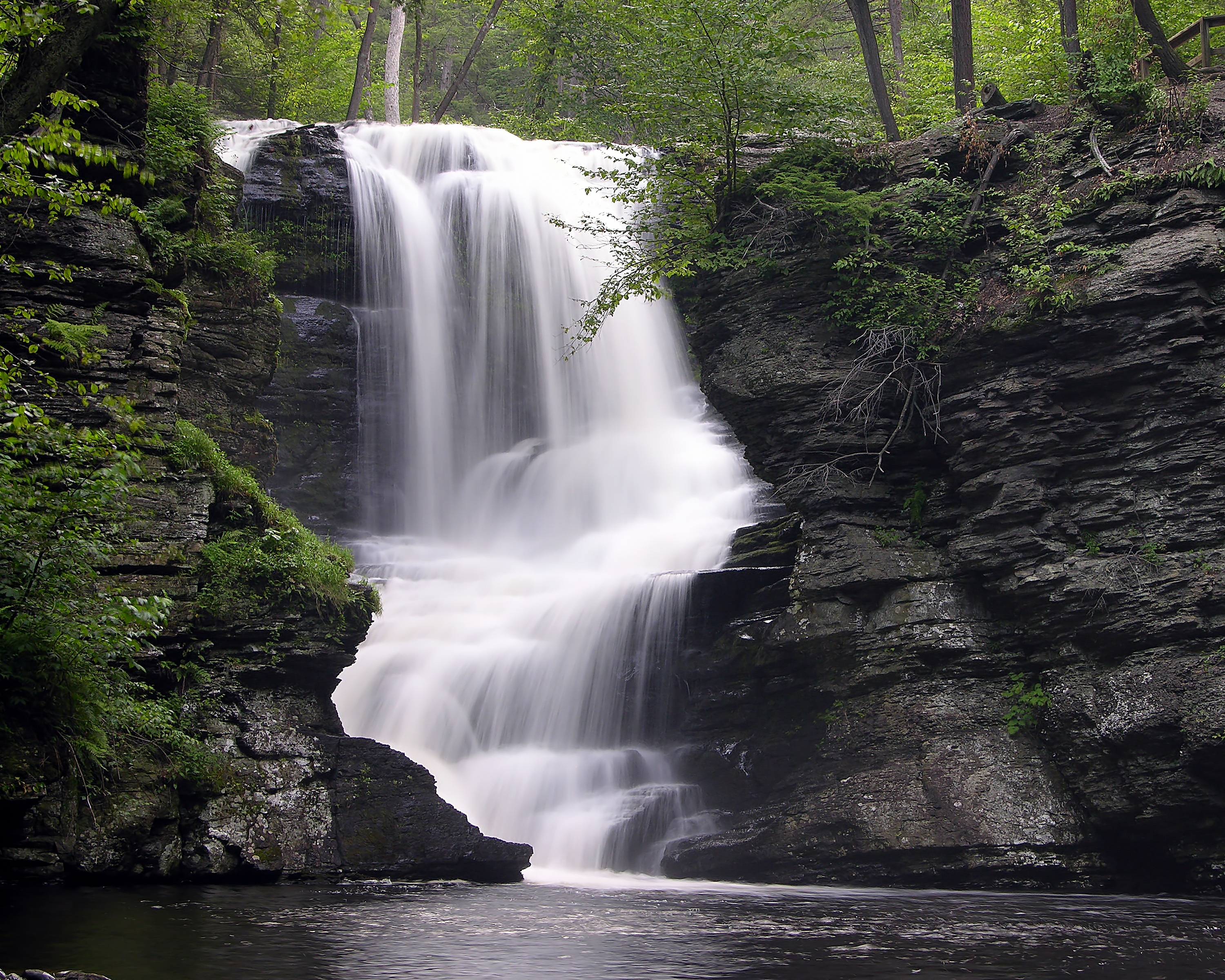
De Fulmer Falls waterval in het Poconogebergte

- Ángelwaterval, 's wereld hoogste cascade, gelegen in het oerwoud van Venezuela in Zuid-Amerika
- Vøringsfossen in Noorwegen
- Nationaal park Plitvicemeren in Kroatië
- Waterval van Schaffhausen, de grootste in Europa, in de Rijn in Zwitserland
- Reichenbachwaterval, Zwitserland, met een totaal hoogteverschil van 250 meter en een hoogste vrije val van 90 meter is dit een van de hoogste watervallen in de Alpen. Het is de plaats waar (in het boek) de eerste ontmoeting tussen Sherlock Holmes en professor Moriarty plaatsvond.
- Krimmler Wasserfälle in Oostenrijk. Met een hoogte van 380 meter is dit de hoogste van Europa.
- Boyomawatervallen, 's werelds grootste naar debiet: gemiddeld 17.000.000 liter per seconde, in de Kongo in Congo-Brazzaville.
- Livingstonewatervallen in Congo-Kinshasa, heeft na de Amazone het hoogste debiet doorstromend water in de wereld.
- Victoriawatervallen, 's werelds breedste, gelegen in de Zambezi, Afrika, op de grens tussen Zambia en Zimbabwe.
- Iguaçúwaterval, in Zuid-Amerika, in de Iguaçu op de grens tussen Brazilië en Argentinië.
- Niagarawatervallen, de bekendste in Noord-Amerika, gelegen in de Niagara op de grens tussen de Amerikaanse staat New York en de Canadese provincie Ontario.
- Yosemitewaterval, de hoogste in Noord-Amerika, in het Yosemite National Park, in de Amerikaanse staat Californië.
- Hukouwaterval is de op een na grootste waterval van de Volksrepubliek China. Hij ligt in de Gele Rivier en is circa 20 meter hoog.
- Loenense waterval, de hoogste waterval van Nederland.
- Waterval van Reinhardstein, de hoogste waterval van België.

## Fotogalerij

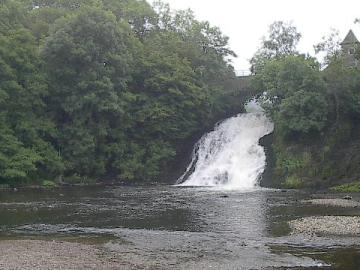
Watervallen van Coo in België
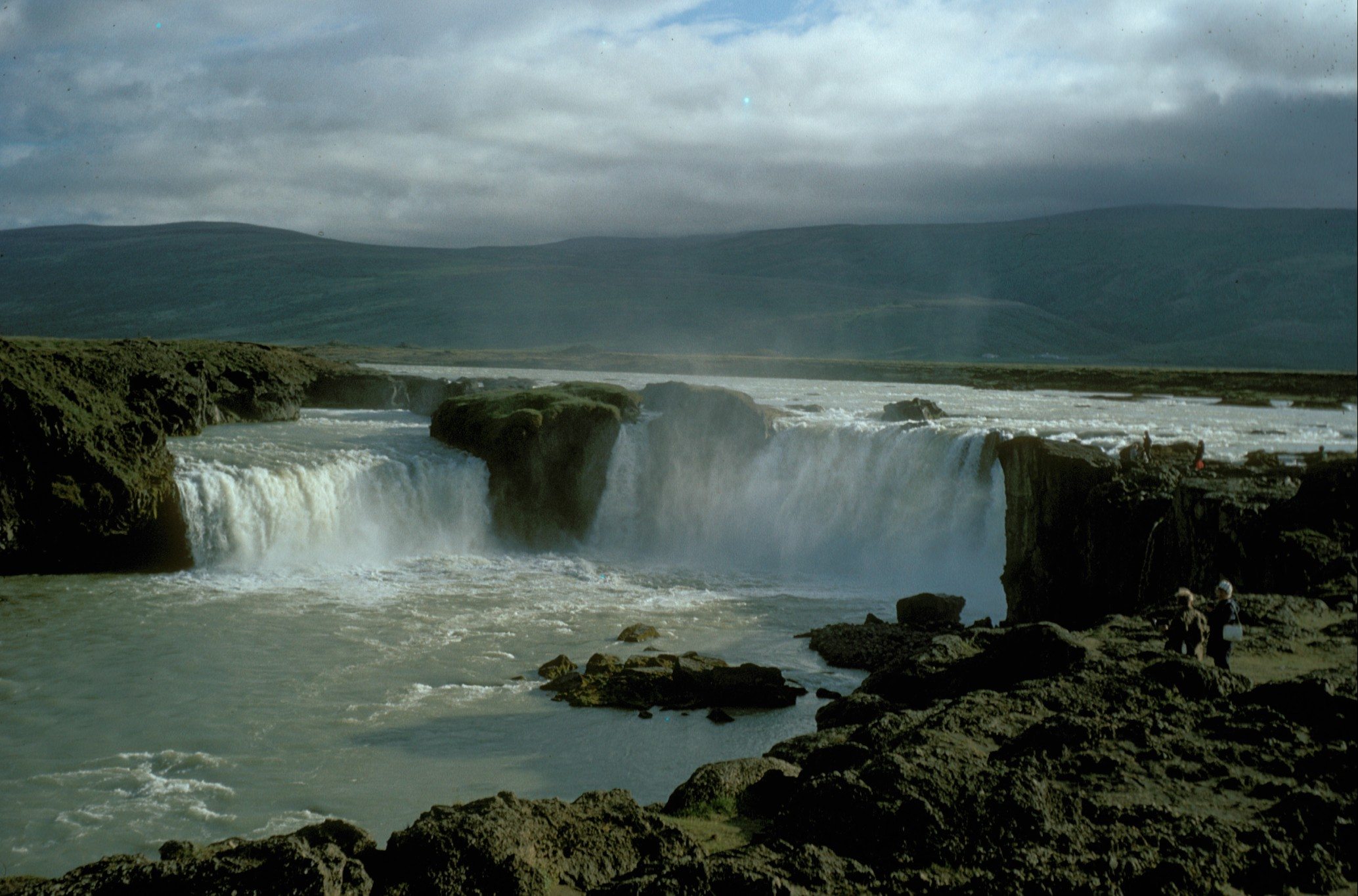
Goðafoss in IJsland
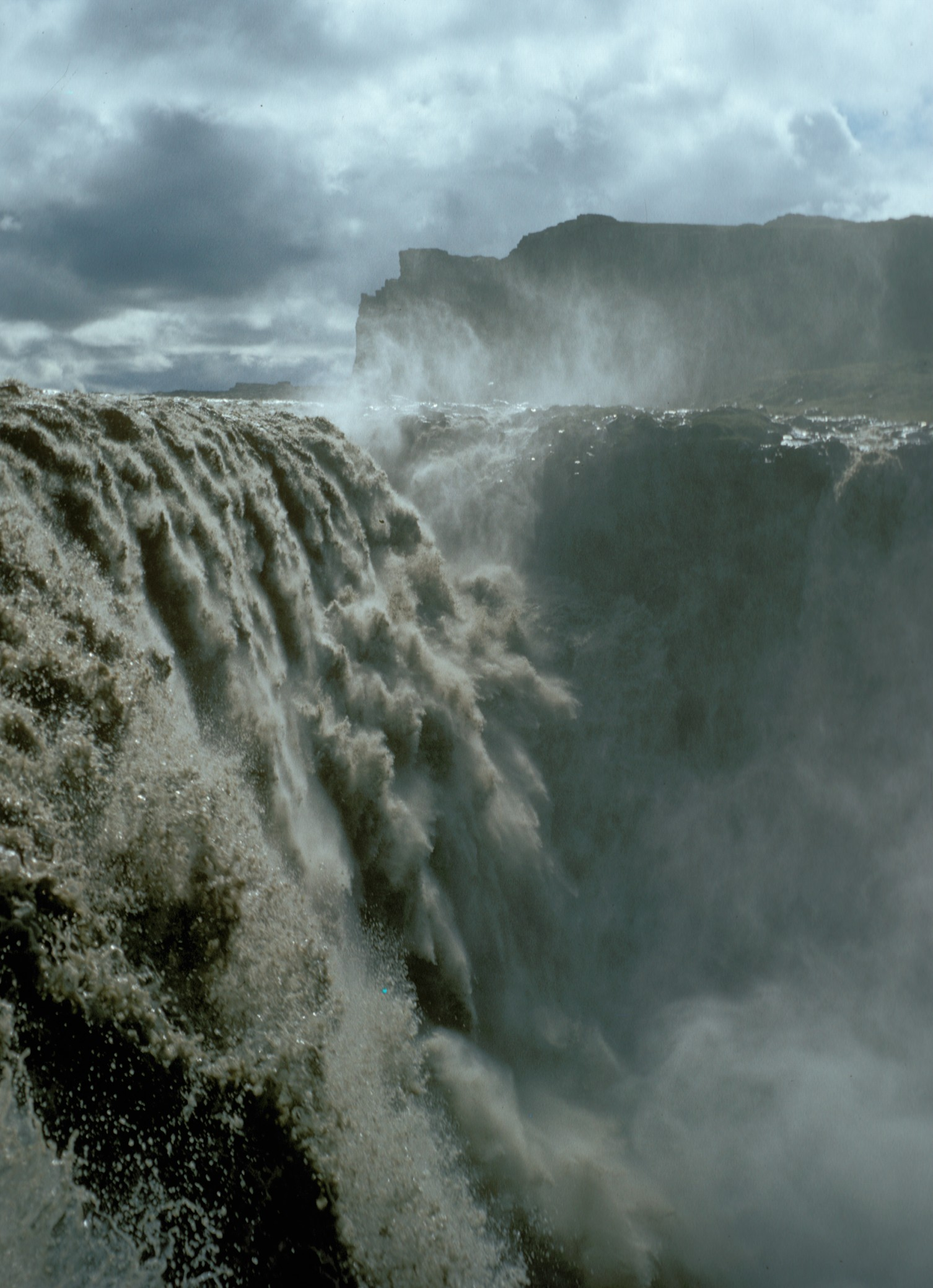
Dettifoss in IJsland
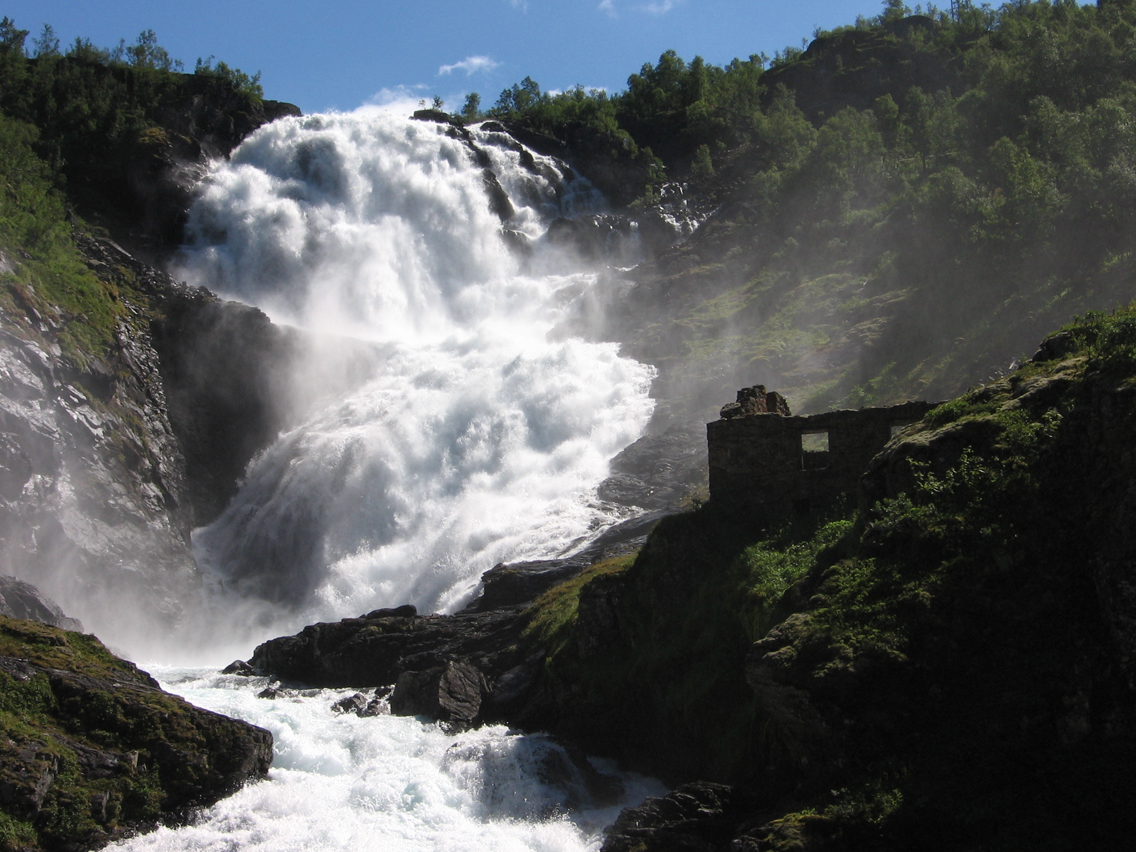
Kjosfossen in Noorwegen
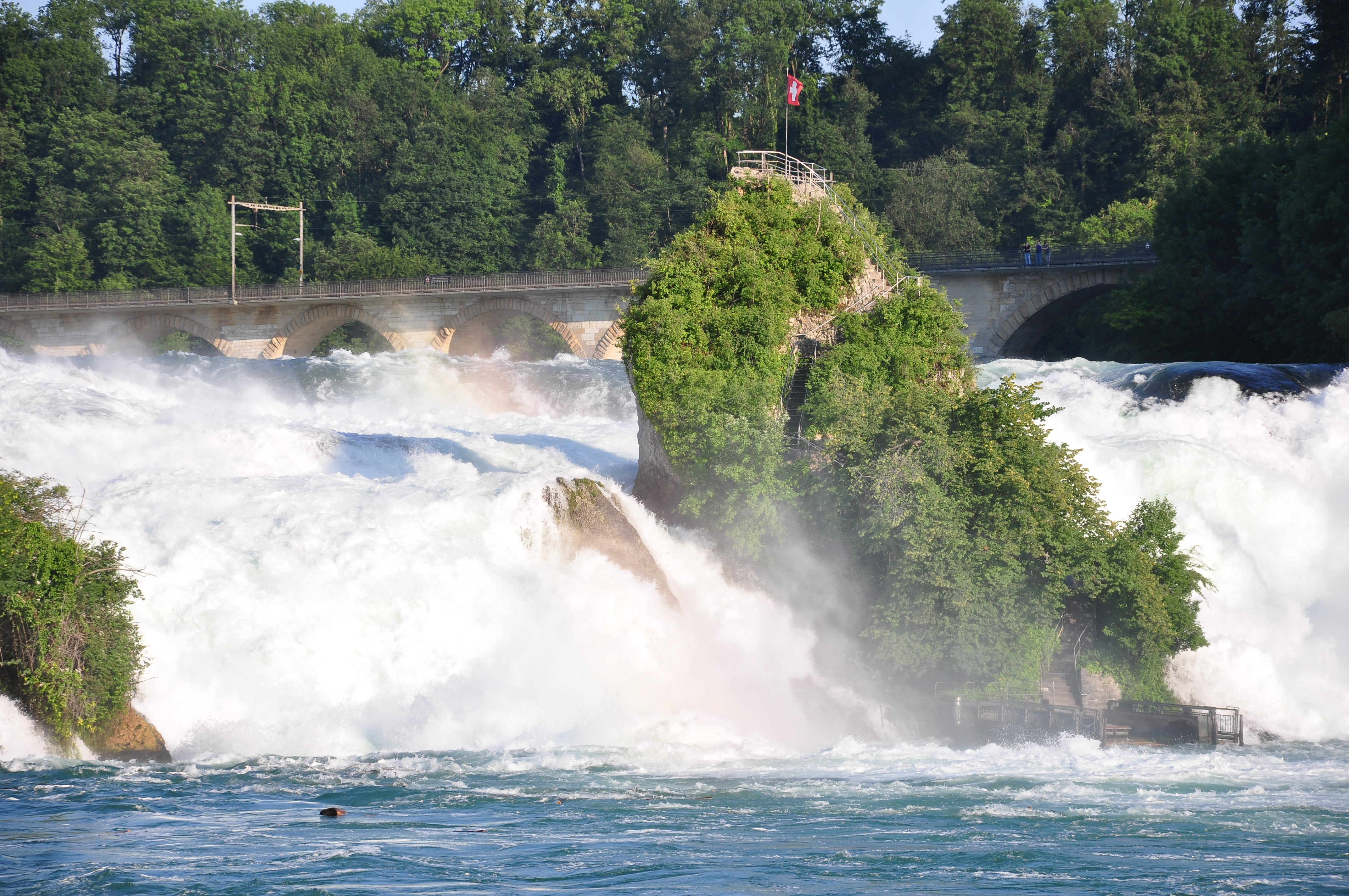
Rheinfall, Zwitserland (grootste waterval van Europa)
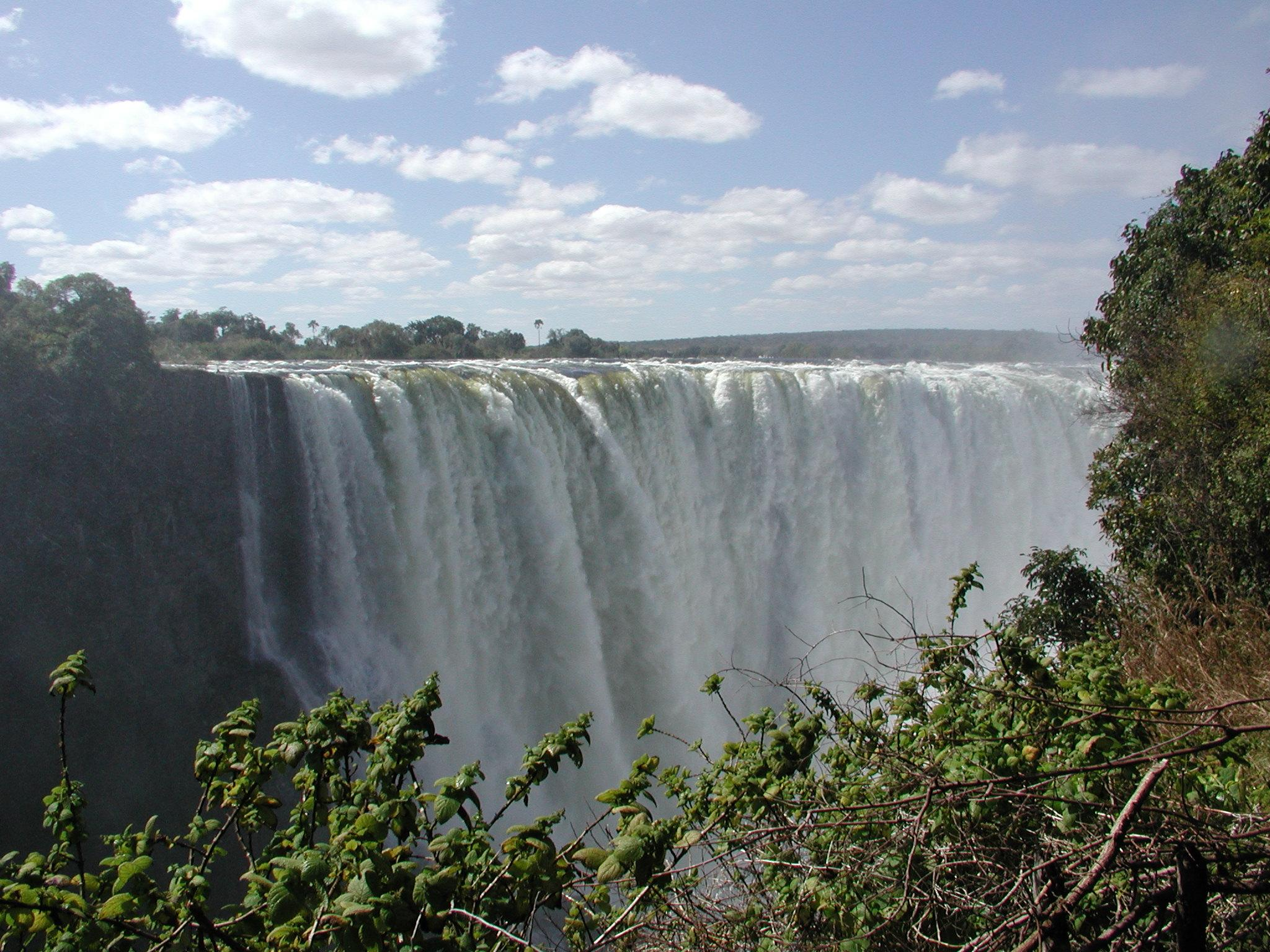
Victoriawatervallen, Zambia en Zimbabwe
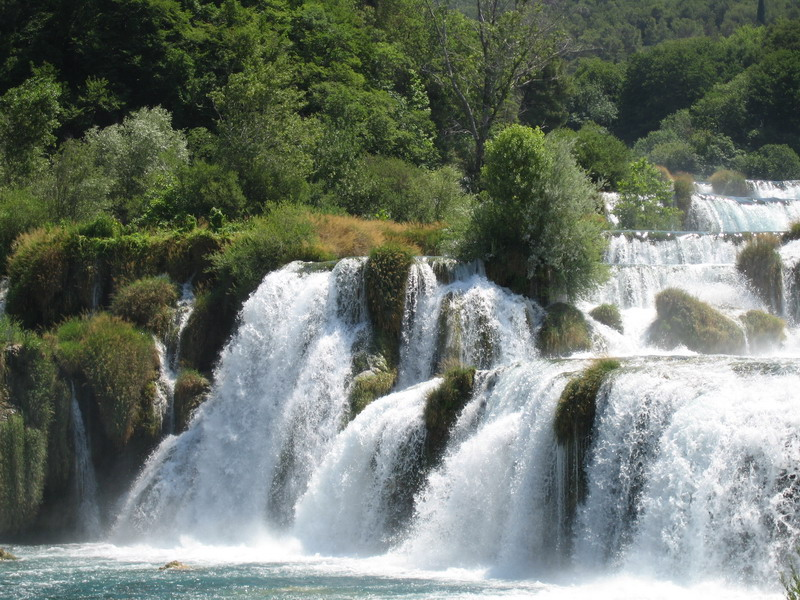
Krkawatervallen in Kroatië
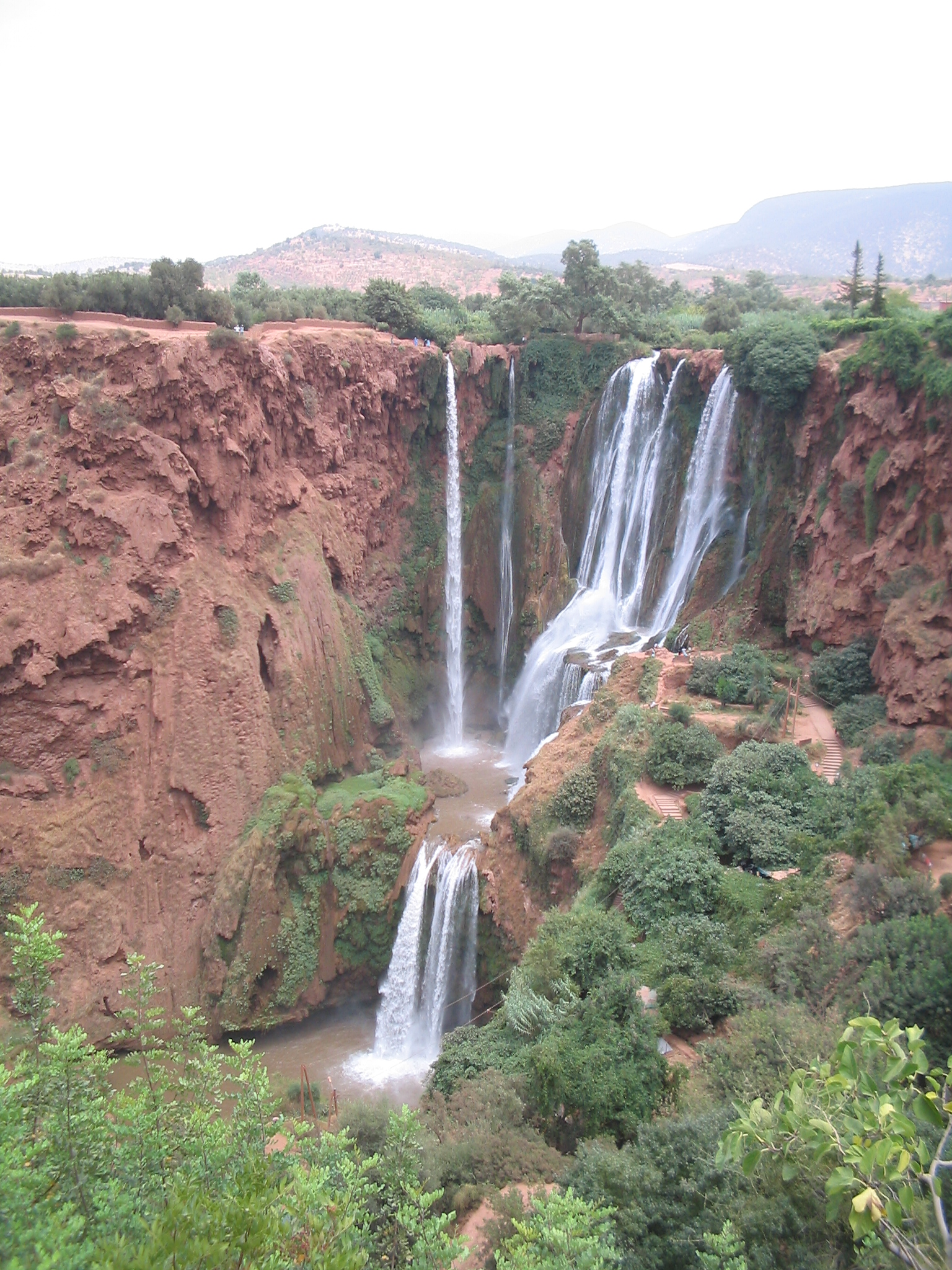
Waterval van Ouzoud in Marokko
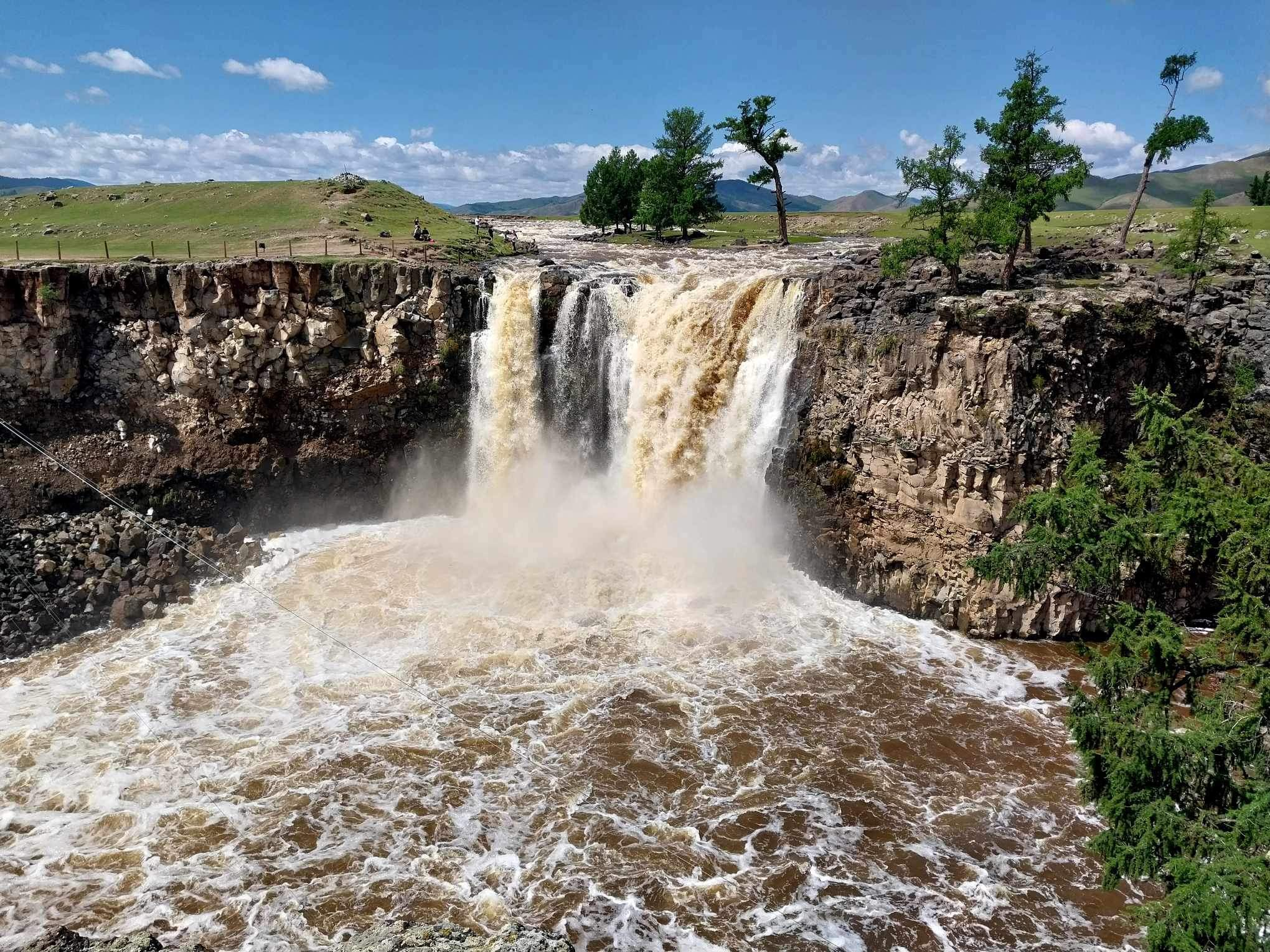
Ulaan tsutgalan in Mongolië

## Kunstmatige waterval

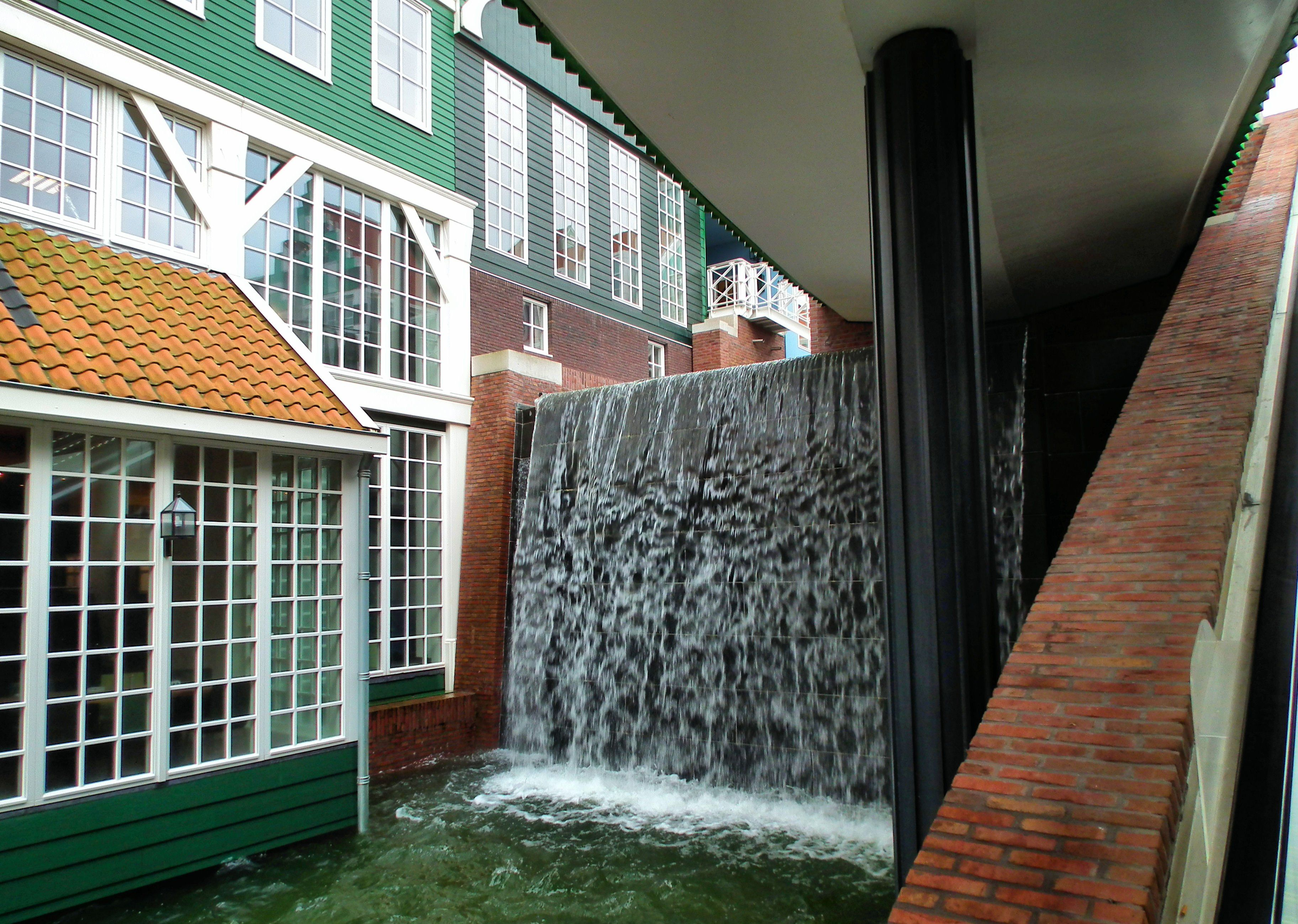
Kunstmatige waterval naast Inntel Hotel Zaandam

Bij een kunstmatige waterval wordt net als een bij een kunstmatige cascade het neergekomen water omhoog gepompt.